# Österreichische Fußball-Frauenmeisterschaft 1986/87
Die österreichische Fußball-Frauenmeisterschaft 1986/87 war die 15. Meisterschaft im österreichischen Frauenfußball nach der 35-jährigen Pause zwischen 1938 und 1972. Sie bestand aus der 18. Auflage einer höchsten Spielklasse (Frauen-Bundesliga) und wurde vom Österreichischen Fußballbund veranstaltet. Die siebte Auflage einer zweithöchsten Spielklasse (Damenliga Ost) wurde jedoch vom Wiener Fußball-Verband veranstaltet.

## Erste Leistungsstufe – Frauen-Bundesliga

### Modus
Jeder spielte gegen jeden zweimal in insgesamt 14 Runden. Ein Sieg wurde mit zwei Punkten belohnt, ein Unentschieden mit einem Zähler.

### Saisonverlauf
Die Liga setzte sich wie im Vorjahr aus acht Vereinen zusammen, wobei allerdings dieselben acht Mannschaften antraten. Die Mannschaft des DSC Austria Brunn gliederte sich in den SC Brunn am Gebirge ein. Meister wurde der 1. DFC Leoben, der damit seinen zweiten Titel gewann.

### Abschlusstabelle
Die Meisterschaft endete mit folgendem Ergebnis:
| Pl.                            | Verein                     | Sp. | S  | U | N  | Tore    | Diff. | Punkte |
| ------------------------------ | -------------------------- | --- | -- | - | -- | ------- | ----- | ------ |
| 1.                             | 1. DFC Leoben (M)          | 14  | 10 | 4 | 0  | 044:100 | +34   | 24     |
| 2.                             | Union Kleinmünchen         | 14  | 9  | 2 | 3  | 044:120 | +32   | 20     |
| 3.                             | DFC Ostbahn XI             | 14  | 7  | 6 | 1  | 047:150 | +32   | 20     |
| 4.                             | USC Landhaus (C)           | 14  | 8  | 1 | 5  | 030:150 | +15   | 17     |
| 5.                             | SC Brunn am Gebirge B1     | 14  | 4  | 5 | 5  | 029:200 | +9    | 13     |
| 6.                             | Wiener Berufsschulen CA B2 | 14  | 5  | 2 | 7  | 033:290 | +4    | 12     |
| 7.                             | LUV Graz                   | 14  | 3  | 0 | 11 | 024:520 | −28   | 06     |
| 8.                             | ESV Stadlau/Kaisermühlen   | 14  | 0  | 0 | 14 | 010:108 | −98   | 0      |
| Stand: Endstand. Quelle: NOeFV |                            |     |    |   |    |         |       |        |

| (M) | Österreichischer Fußball-Frauenmeister 1985/86 |
| (C) | ÖFB-Ladies-Cup-Sieger 1985/86                  |
| (N) | Neuaufsteiger der Saison 1985/86               |

Aufsteiger
- Damenliga Ost (2. LSt.): DFC Heidenreichstein
- Steiermark: DFC St. Peter am Ottersbach

## Zweite Leistungsstufe – Damenliga Ost

### Modus
Jeder spielte gegen jeden zweimal in insgesamt zehn Runden. Ein Sieg wurde mit zwei Punkten belohnt, ein Unentschieden mit einem Zähler.

### Saisonverlauf
Die Liga setzte sich gegenüber dem im Vorjahr, in dem fünf Vereine teilnahmen, aus sechs Klubs zusammen. Der FK Leopoldau war nicht vertreten, dafür aber der DFC Obersdorf und der SC Stetteldorf. Meister wurde diese Saison der DFC Heidenreichstein, der somit im Gegensatz zur letzten Meisterschaft, berechtigt ist nächste Saison in der höchsten Spielklasse zu spielen.

### Abschlusstabelle
Die Meisterschaft endete mit folgendem Ergebnis:
| Pl.                            | Verein               | Sp. | S | U | N | Tore    | Diff. | Punkte |
| ------------------------------ | -------------------- | --- | - | - | - | ------- | ----- | ------ |
| 1.                             | DFC Heidenreichstein | 10  | 7 | 3 | 0 | 059:100 | +49   | 17     |
| 2.                             | ASV Vösendorf        | 10  | 6 | 2 | 2 | 035:130 | +22   | 14     |
| 3.                             | USC Landhaus II      | 10  | 3 | 5 | 2 | 024:180 | +6    | 11     |
| 4.                             | DFC Obersdorf (N)    | 10  | 3 | 1 | 6 | 015:260 | −11   | 07     |
| 5.                             | DFC Ostbahn XI II    | 10  | 2 | 3 | 5 | 013:330 | −20   | 07     |
| 6.                             | SC Stetteldorf (N)   | 10  | 1 | 2 | 7 | 010:560 | −46   | 04     |
| Stand: Endstand. Quelle: NOeFV |                      |     |   |   |   |         |       |        |

| (A) | Absteiger der Saison 1985/86     |
| (N) | Neueinsteiger der Saison 1985/86 |

Aufsteiger
- Burgenland: ESV Parndorf
- Niederösterreich: SC Krems, SC Neunkirchen
- Wien: SV Wienerfeld